# Le Contrat (film, 2006)
Pour les articles homonymes, voir Le Contrat.
Pour plus de détails, voir Fiche technique et Distribution.
Le Contrat (The Contract) est un film germano-américain, réalisé par Bruce Beresford, sorti en 2006.

## Synopsis
Ray Keene, entraîneur de baseball dans un lycée d'une petite ville, part randonner en pleine nature avec son fils, dans le but de renouer avec lui, celui-ci ayant été surpris en train de fumer de la marijuana. 
Au même moment, Frank Carden, un tueur à gages, auparavant employé par la CIA, est arrêté par la police de l'État de Washington et transféré en prison. Ses associés, des mercenaires ultra-entraînés, essaient de le récupérer car, sans Carden, ils ne seront jamais payés. Lors de son transfert en voiture, Carden subtilise l’arme de l’US marshal et déclenche une bagarre qui provoque la chute de la voiture dans une rivière ; même blessé par la balle tirée par Carden, le policier parvient à s’extraire du véhicule dans le torrent, avec Carden menotté. Keene et son fils traversent par hasard la rivière au même moment et viennent secourir Carden et le policier.
Avant de mourir, le marshal charge Ray Keene de ramener Carden aux autorités. Dès lors, Ray s'efforce de surveiller Carden tout en tentant d’échapper à ses hommes, qui sont à leurs trousses. La police et le FBI prévenus se mettent aussi à tenter de récupérer Carden. Une course contre la montre s’engage en pleine nature.

## Fiche technique
- Titre original : The Contract
- Titre français : Le Contrat
- Réalisation : Bruce Beresford
- Scénario : Steven A. Katz (en), John Darrouzet et J.D Zeik
- Directeur de la photographie : Dante Spinotti
- Montage : Mark Warner
- Musique : Normand Corbeil
- Producteurs : Randall Emmett, George Furla, Avi Lerner, Danny Lerner, Boaz Davidson, Andreas Grosch, Andreas Schmid et Les Weldon
- Producteur délégué : Andreas Grosch
- Sociétés de production : Millenium Films, Emmett/Furla Films et VIP Medienfonds
- Société de distribution : First Look Studios (États-Unis), Metropolitan FilmExport (France)
- Pays de production :  États-Unis et  Allemagne
- Budget : 25 millions $
- Format : Couleur — 2.35:1 CinemaScope — 35 mm
- Genres : Thriller, drame
- Durée : 96 minutes
- Dates de sortie : 
  - Israël : 9 octobre 2006 (Festival du film d'Haïfa)
  - Allemagne : 5 avril 2007
  - France : 11 juillet 2007
  - États-Unis : 24 juillet 2007

## Distribution
- John Cusack (VF : Renaud Marx) : Ray Keene
- Morgan Freeman (VF : Benoît Allemane) : Frank Carden
- Jamie Anderson (VF : Brice Ournac) : Chris Keene
- Megan Dodds (VF : Isabelle Langlois) : Sandra
- Alice Krige : l'agent Gwen Miles
- Jonathan Hyde (VF : Pierre Dourlens) : Turner
- Ned Bellamy : Evans Montgomery, l'adjoint du shérif
- Doug Dearth : un policier dans l'hélicoptère
- Didem Erol : une journaliste
- Corey Johnson (VF : Lionel Tua) : Davis
- Thomas Lockyer : Johnson
- Mircea Monroe : une journaliste
- Ian Shaw : Michaels
- Bill Smitrovich (VF : Richard Leblond) : le shérif Ed Wainwright
- William Tapley : Gordon Jennings
- Lonny W. Waddle : un officier de police
- Les Weldon : le présentateur de télévision
- Anthony Warren (VF : Bruno Henry) : Royko
- Gary Whelan : Stanfield
- Ian Shaw : Michaels
- Atanas Srebrev (de) : Rodrigues
- Maynard Eziashi (VF : Frantz Confiac) : agent Chuck Robbins
- Ryan McCluskey : Lochlan, le compagnon de Sandra
- Owen Taylor : Mark
- Mark Johnson : Lydell Hammond Sr.
  - Voix additionnelles : Philippe Vincent